# Iglesia de San Pedro (Cisneros)
La iglesia de San Pedro es una iglesia situada en la localidad de Cisneros, provincia de Palencia, España. Actualmente es un museo.

## Descripción
Primera parroquia de la localidad, consta su existencia ya en 1280. Fue edificada en piedra y ladrillo, su atrio es circular sembrado de cantitos con arte musivario. En el altar mayor se ve un retablo con numerosas esculturas de un arte atribuido a Francisco Giralte. San Pedro Apóstol, advocación de la iglesia, ocupa el trono principal del retablo que remata con el Descendimiento.
En la nave del Evangelio y junto a un altar se encuentra un buen sepulcro gótico florido de don Alvar, hijo de don Toribio Jiménez de Cisneros, fundador este último de la cofradía de Santiago y altar mayor. En uno inmediato a este sepulcro existe el del propio don Toribio, empotrado en la pared bajo un arco gótico, en el que se distingue la fecha de 1445.
En 1986, por iniciativa de la Diputación de Palencia y la diócesis, se transformó en museo. El museo, que en 2021 se integró en el Museo Territorial Campos del Renacimiento, se enfoca en el arte renacentista en la Tierra de Campos palentina y agrupa cuatro sedes: la iglesia de Santa María de Becerril de Campos, la iglesia de Santa Eulalia de Paredes de Nava, la iglesia de Santa María de Fuentes de Nava y la iglesia de San Facundo y San Primitivo en el mismo Cisneros.